# Selenat
L'ió selenat és SeO2−
4.
Els selenats són anàlegs als sulfats i tenen una química similar. Són molt solubles en solucions aquoses a temperatura ambient.
Al contrari que el sulfat, el selenat és un poc oxidant; es pot reduir a ió selenit o a seleni.
En condicions molt àcides, es forma l'ió hidrogen selenat, HSeO−
4. Es correspon a l'àcid selènic, H₂SeO₄, el qual és un àcid fort i es pot concentrar per dissoldre l'or.
L'element seleni mostra diversos estats de valència. El selenat és la menys reduïda, seguida pel selenit, i el seleni elemental. L'estat de valència és un factor important per la toxicitat del seleni. Selenat és la forma requerida pels organismesque necessiten seleni com a micronutrient. Aquests organismes tenen la capacitat d'adquirir, metabolitzar i excretar el seleni. El nivell en què el seleni es torna tòxic varia d'espècies a espècies i està relacionat amb altres factors ambientals com pH i l'alcalinitat que influencia la concentració de selenit per sobre del selenat.
El selenat i altres formes de seleni són més altes en zones on els mars antics s'han evaporat. Aquestes zones estan enriquides en seleni i durant milers d'anys, l'adaptació biològica s'ha produït.